# María Amparo Ballester Pastor
María Amparo Ballester Pastor (Valencia, 1964) es una investigadora y catedrática en la Universidad de Valencia, especializada en Desigualdad de género en el mundo del trabajo y de la seguridad social, que con anterioridad ocupó el cargo de Directora de Gabinete y de Directora de Coordinación Jurídica de la Vicepresidencia Segunda del Gobierno de España. Ha sido vicepresidenta de EUFEM (Plataforma Universitaria de Estudios Feministas y de Género (2018-2019)y vocal de la Junta Electoral de la Comunidad Valenciana.(2019) 
En 1987 se licenció en Derecho con premio extraordinario y cursó un máster en la Universidad de Cornell. Obtuvo su doctorado en derecho por la Universidad de Valencia en 1990.

## Trayectoria profesional
Entre 1995 y 2015 fue Magistrada suplente del Tribunal Superior de Justicia de la Comunidad Valenciana.
En 2009 es nombrada Catedrática de Derecho del Trabajo y de la Seguridad Social en la Universidad de Valencia. En 2015 entra a formar parte del European Network of Legal Experts in Gender Equality and non discrimination, organismo de la Comisión Europea que se encarga de asesorar en cuestiones de igualdad de género, formando parte del equipo de expertos hasta el año 2019.
Desde 2016 a 2019 dirigió el Instituto Universitario de Estudios de las Mujeres y el grupo de investigación de la Universidad de Valencia 'Desigualdades socioeconómicas y políticas públicas con perspectiva de género'.

## Trayectoria pública
En enero de 2020 es nombrada directora de gabinete de la ministra de Trabajo y Economía Social de España, cargo que ostenta hasta abril de 2021. En julio de 2021 es nombrada Directora de Coordinación Jurídica del Gabinete de la Vicepresidencia Segunda del Gobierno de España, cargo del cual cesa el 22 de noviembre de 2023.El 14 de mayo de 2024 es nombrada miembro del Consejo Económico y Social en calidad de experta.

## Publicaciones
Ballester Pastor acumula numerosas menciones e intervenciones en publicaciones científicas. Es autora o coautora de numerosas obras en Derecho, artículos en revistas especializadas y coordinadora de varias publicaciones.

### Algunas de sus obras
- El arbitraje laboral. Madrid: Ministerio de Trabajo y Seguridad Social. 1993. ISBN 9788474347845.
- El periodo de prueba. Valencia: Tirant lo blanch. 1995. ISBN 9788480022897.
- La discriminación por razón de sexo en la negociación colectiva. Madrid. 1997. ISBN 9788477991380.
- El Trabajo de los extranjeros no comunitarios en España. Tirant lo blanch. 1997. ISBN 9788480024211.
- Guía práctica de la contratación laboral : doctrina, jurisprudencia, formularios, legislación, diccionario, preguntas y respuestas, esquemas. Tirant lo blanch. 1998. ISBN 9788480026703.
- La Ley 39/1999 de Conciliación de la Vida Familiar y Laboral. Tirant lo blanch. 2000. ISBN 9788484420019.
- El contrato de formación y otras normas de contratación laboral en alternancia. Tirant lo blanch. 2000. ISBN 84-8442-068-X.
- Guía sobre el acoso moral en el trabajo. Consejo Andaluz de Relaciones Laborales. 2006. ISBN 9788468946771.
- El cómputo recíproco de cotizaciones en el sistema español de seguridad social. La Ley. 2007. ISBN 9788497257961.
- Significado actual del accidente de trabajo in itinere: paradojas y perspectivas. Bomarzo. 2007. ISBN 9788496721302.
- La relevancia de la edad en la relación laboral y de seguridad social. Thomson Aranzadi. 2009. ISBN 9788483559598.
- Reducción y adaptación de la jornada por conciliación. Tirant lo blanch. 2009. ISBN 9788498765304.
- Accidente de trabajo y sistema de prestaciones. Bomarzo. 2009. ISBN 9788496721876.
- La estrategia europea para el empleo 2020 y sus repercusiones en el ámbito jurídico laboral español. Ministerio de Trabajo e Inmigración, Subdirección General de Información Administrativa y Publicaciones. 2010. ISBN 9788484173700.
- La Transposición del principio antidiscriminatorio comunitario al ordenamiento jurídico laboral español. Tirant lo blanch. 2010. ISBN 9788498767889.
- Conciliación de la vida familiar y laboral y corresponsabilidad entre los sexos. Tirant lo blanch. 2011. ISBN 9788490041260.
- Materiales prácticos y recursos didácticos para la enseñanza del derecho del trabajo y las políticas sociolaborales. Tecnos. 2013. ISBN 9788430958528.
- La prestación de maternidad. Tirant lo blanch. 2013. ISBN 9788490049327.
- Retos y perspectivas de la discriminación laboral por razón de género. Tirant lo blanch. 2017. ISBN 9788491438366.
- La discriminación retributiva por razón de sexo: Brecha salarial y desigualdades de género en el mercado de trabajo. Bomarzo. 2018. ISBN 9788417310448.
- La reforma laboral de 2021: más allá de la crónica, Ministerio de Trabajo y Economia Social, 2022, ISBN  978-84-8417-589-6